# El Fusteret
El Fusteret és un barri de Súria (el Bages) de 49 habitants (2016) i una antiga colònia industrial d'estructura bàsica, originada en la fàbrica Giró, que es dedicava a la indústria tèxtil i posteriorment va ser utilitzada per l'empresa Minas de Potasa de Súria.

## Descripció
El Fusteret es troba a quasi dos quilòmetres al sud del nucli de Súria, a la carretera vella venint de Manresa, a la confluència del torrent de Camprubí amb el riu Cardener, entre la línia de ferrocarril i la carretera C-55, que corre paral·lela al Cardener. El barri el formen tres carrers: el carrer Fusteret (que conforma la carretera), el carrer Camí de Cererols i el carrer camí Serra. El barri també és la seu de la deixalleria municipal de Súria. A mà dreta del riu i davant el barri del Fusteret, es manté dreta una torre cilíndrica de guaita, del segle xi, vestigi del passat medieval de l'indret.

## Història
El fundador de la petita colònia tèxtil fou Ramon Giró i Jordana, el qual havia estat fuster d'ofici. La fàbrica Giró, coneguda després com "el Fusteret" a causa de l'antic ofici de seu fundador, estava situada a l'entrada sud de Súria. L'indret havia estat una vinya, a la partida anomenada el Pont de Camprubí, que les germanes Maria i Antònia Camprubí i Santmartí van vendre a Ramon Giró el 1869. L'autorització per a l'ús de les aigües del Cardener com a força motriu per fer anar una fàbrica de filats i teixits va arribar a finals del 1871, i les obres hidràuliques es van acabar el 1873.
Existia la llegenda que Giró va poder finançar les obres amb un tresor de monedes que havia trobat pujant a Sant Salvador, però la veritat és que el finançament va fer-se a base de crèdits, un procés en el qual va tenir un paper destacat la nissaga Burés, concretament els germans Burés i Arderiu, fabricants manresans. D'altra banda, Esteve Burés i Arderiu, que aleshores tenia en funcionament la fàbrica del mig a Sant Joan de Vilatorrada i estava a punt de crear la colònia Burés a Castellbell i el Vilar, a més de fer-li un préstec de 10.000 ptes. a Ramon Giró, ja li havia arrendat la fàbrica, abans d'acabar-la, per deu anys. Després d'un plet per rescindir el lloguer a Burés, Giró va recuperar la direcció de la fàbrica el 1876.
El 1900 es va iniciar la construcció de sis blocs d'habitatges, 25 anys després que la fàbrica hagués començat a funcionar, tot i que no se sap si eren els primers habitatges o eren una ampliació. Quan Ramon Giró va morir, el 1902, la fàbrica va passar als seus fills que van constituir la societat Hijos de Ramón Giró, amb domicili social a Barcelona. Aquesta societat va arrendar la fàbrica a Josep Balanzó i Pons el 1915, i posteriorment a Josep Creixell i Iglesias a partir de 1917. El 1924 l'empresa Minas de Potasa de Súria, S.A. va comprar totes les propietats dels Giró a Fusteret. Al llarg de l'any 1927 es va vendre tota la maquinària a diversos fabricants tèxtils.
Des de 1909 l'empresa Fills de Ramon Giró ja subministrava energia elèctrica al poble de Súria. Acabada la guerra civil a la fàbrica s'hi va allotjar un batalló disciplinari de treballadors que estava reconstruint el Pont Alt de Súria. L'empresa de les mines de potassa feia anar els dos salts d'aigua i els dos canals per aprofitar l'electricitat generada. Més tard, el salt petit es va abandonar i va seguir en funcionament el canal llarg de Reguant. Una part de la fàbrica es va ensorrar el 1960 i va ser enderrocada.